# 牛まぶし
牛まぶしもしくは牛ひつまぶしとは、名古屋名物ひつまぶしをアレンジし、味付けした牛肉を、お櫃に入ったごはんの上に乗せた料理である。
ひつまぶしと同様、茶碗などに取り分け、1杯目はそのまま、2杯目はきざみ海苔やねぎ等の薬味を乗せて、3杯目はスープや出汁をかけた茶漬け、の三通りの食べ方で食べる。
岐阜県瑞浪市が発祥とされる。元祖を名乗る「みわ屋」では、2005年（平成17年）から牛まぶしを提供しており、「みわ屋 牛まぶし」の登録商標も取得している。